# Bessenay
Bessenay ist eine französische Gemeinde mit 2.351 Einwohnern (Stand: 1. Januar 2022) im Département Rhône in der Region Auvergne-Rhône-Alpes. Sie gehört zum Arrondissement Villefranche-sur-Saône und zum Kanton L’Arbresle. 

## Geographie
Bessenay liegt etwa 21 Kilometer westlich von Lyon und gehört zum Weinbaugebiet Coteaux du Lyonnais.

### Nachbargemeinden
Umgeben wird Bessenay von den Nachbargemeinden Bibost und Savigny im Norden, Chevinay im Osten, Courzieu im Süden, Brussieu im Südwesten, Brullioles im Westen und Südwesten sowie Saint-Julien-sur-Bibost im Westen und Nordwesten.

## Geschichte

### Bevölkerungsentwicklung
| Jahr                       | 1962 | 1968 | 1975 | 1982 | 1990 | 1999 | 2006 | 2012 |
| Einwohner                  | 1306 | 1252 | 1303 | 1572 | 1611 | 1830 | 2137 | 2249 |
| Quellen: Cassini und INSEE |      |      |      |      |      |      |      |      |

## Sehenswürdigkeiten

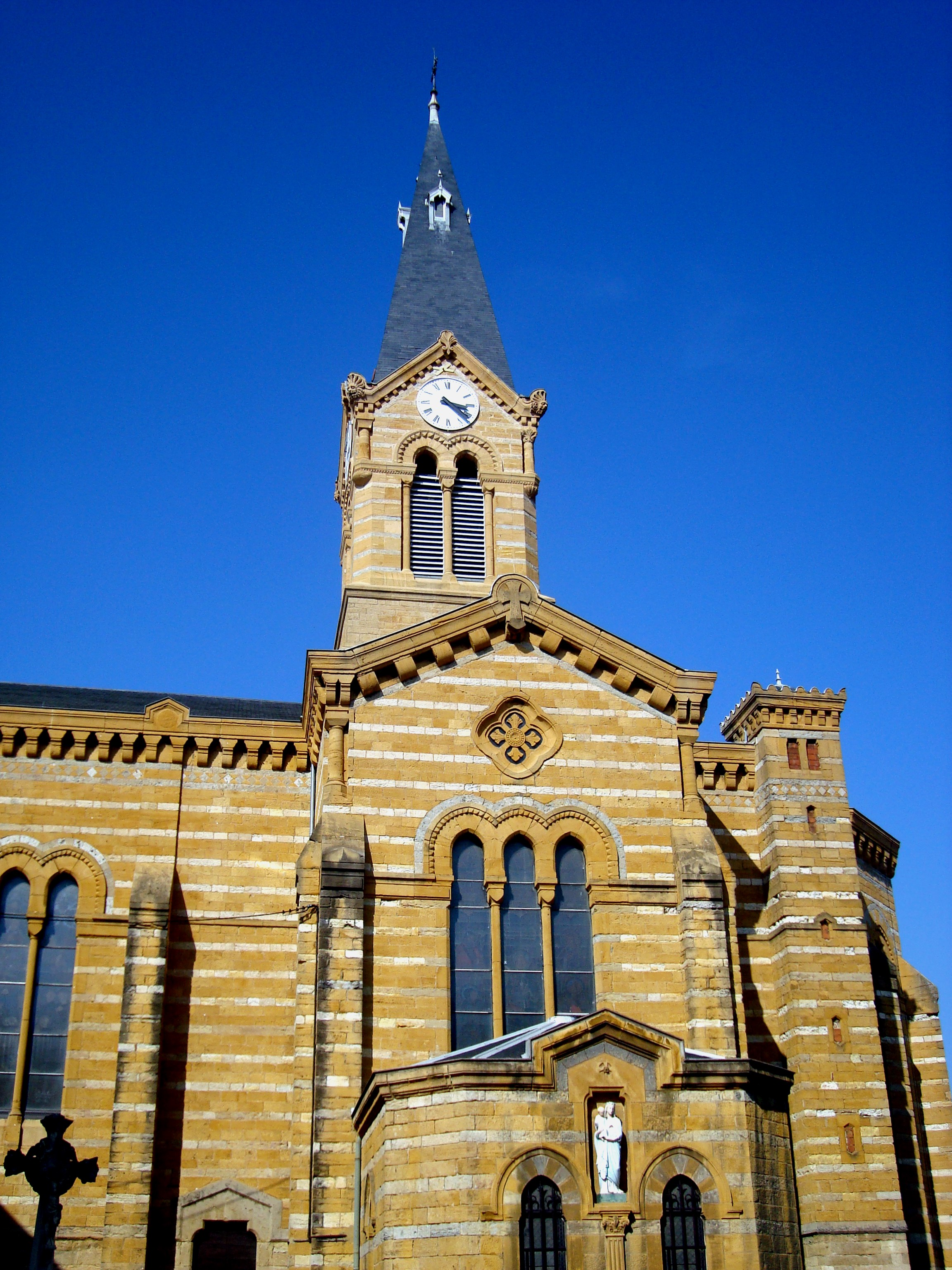
Kirche Saint-Irénée

- Kirche Saint-Irénée
- Kapelle Ripan
- Schloss Le Mas